# کل، پنجاب
کل (به انگلیسی: Kull) یک شهر در پاکستان است که در پنجاب واقع شده‌است.